# 조도초등학교 독거분교
조도초등학교 독거분교는 대한민국 전라남도 진도군 조도면 독거도리에 있었던 초등학교 분교이다.

## 연혁
- 일자미상 조도공립국민학교 독거분교 설립 인가
- 1950년 2월 1일 독거분교장 개교
- 1950년 4월 1일 조도국민학교 독거분교 개편
- 1967년 4월 1일 도서벽지학교 '을'급 지정
- 1968년 5월 1일 도서벽지학교 '갑'급 조정
- 1973년 3월 1일 도서벽지학교 '갑'급 재지정
- 1979년 2월 1일 도서벽지학교 '특'급 조정
- 1982년 3월 1일 도서벽지학교 '갑'급 조정
- 1986년 1월 1일 도서벽지학교 '가'급 조정
- 1996년 3월 1일 조도초등학교 독거분교 개편
- 1997년 3월 1일 폐교 및 조도초등학교 통폐합